# Пагарх
Пагарх (др.-греч. πάγαρχος, παγάρχης, παγαρχία, παγαρχικός, παγαρχεῖν) — должность в Византийском Египте, обычно понимаемая как правитель области (пага).
Происхождение этой должности не ясно. Источниками сведений о ней являются грекоязычные папирусы, которые разделяются на две группы: документы из архива Афродитопольского землевладельца и поэта Диоскора, относящиеся к 547—ок. 570 годам, и документы конца VI — начала VII веков из Оксиринха и Арсиноя. В этот период это уже не была новая должность, соответственно, её происхождение относится к более раннему времени. В 1928 году французский византинист Ж. Руйяр предположил, что это произошло в 460/470-х годах, а У. Либешюц связывал её появление с реформами императора Анастасия I (491—518). По мнению У. Либешюца, должность пагарха соотносится, хотя и не является продолжением появившейся при Диоклетиане должности лат. praepositi pagorum — куриального чиновника, ответственного за управление деревней и сбор в ней налогов. Деление нома на паги было введено в ходе реформ Диоклетиана и заменило старое деление на топархии. 
В отличие от препозита пага, известны пагархи VI века не были куриалами и обладали большей властью, в том числе и некоторой военной властью. Пагархи имели также полномочия заключать в тюрьму и конфисковывать имущество. Как правило, в городе был один пагарх, однако территория Оксиринха подразделялась на 24 пага. В VI веке пагарх был самым влиятельным чиновником гражданской администрации Египта. Его функции были преимущественно финансовыми. Пагарх отвечал за сбор имперских налогов с деревень и поместий, кроме тех, которые были явно исключены из его юрисдикции и платили налоги губернатору самостоятельно. При этом даже привилегированные налогоплательщики платили местные налоги пагарху. Непосредственным сбором занимались декурионы.
Должность пагарха сохранялась после арабского завоевания Египта в середине VII века как посредника между местным населением и арабскими правителями. Сохранился архив Папаса, пагарха Аполлоноса Ано (Идфу) в 703—714 годах.